# Habrocerinae
Sous-famille
Les Habrocerinae sont une sous-famille d'insectes de la famille des Staphylinidae. Comme tous les membres de la famille des Staphylinidae, ces insectes sont distinguables par des élytres très courts laissant plus de la moitié du corps exposé.

## Habitat
Les Habrocerinae se retrouvent dans la litière forestière, sous les débris de bois et sur les champignons.

## Liste des genres
Selon NCBI (23 mars 2021) :
- Habrocerus Erichson, 1839
- Nomimocerus Coiffait & Sáiz, 1965

## Publication originale
- Étienne Mulsant, Claudius Rey, Histoire naturelle des Coléoptères de France : Brévipennes, suite [Staphyliniens] (œuvre écrite), Inconnu, Paris, 1877, [lire en ligne].